# Anthomyia brevicerca
Anthomyia brevicerca är en tvåvingeart som beskrevs av Griffiths 2001. Anthomyia brevicerca ingår i släktet Anthomyia och familjen blomsterflugor.
Artens utbredningsområde är Mongoliet. Inga underarter finns listade i Catalogue of Life.